# La Mare de Déu de la Victòria de Tuïr

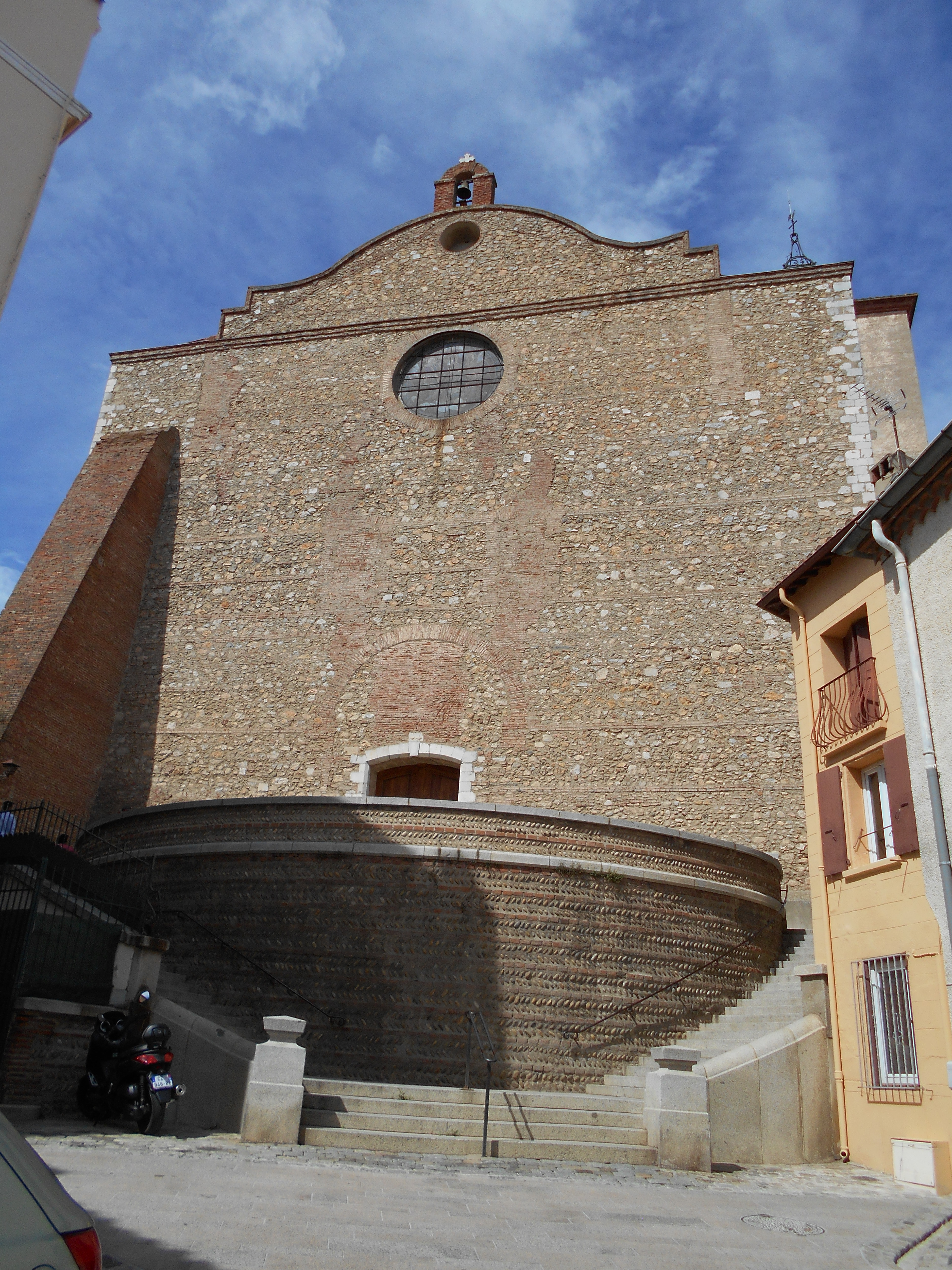
Façana oriental de l'església

La Mare de Déu de la Victòria de Tuïr és l'església parroquial de Sant Pere, de la vila de Tuïr, a la comarca del Rosselló.
Està situada al bell mig del nucli vell de la vila de Tuïr, en el seu punt més enlairat.

## Història

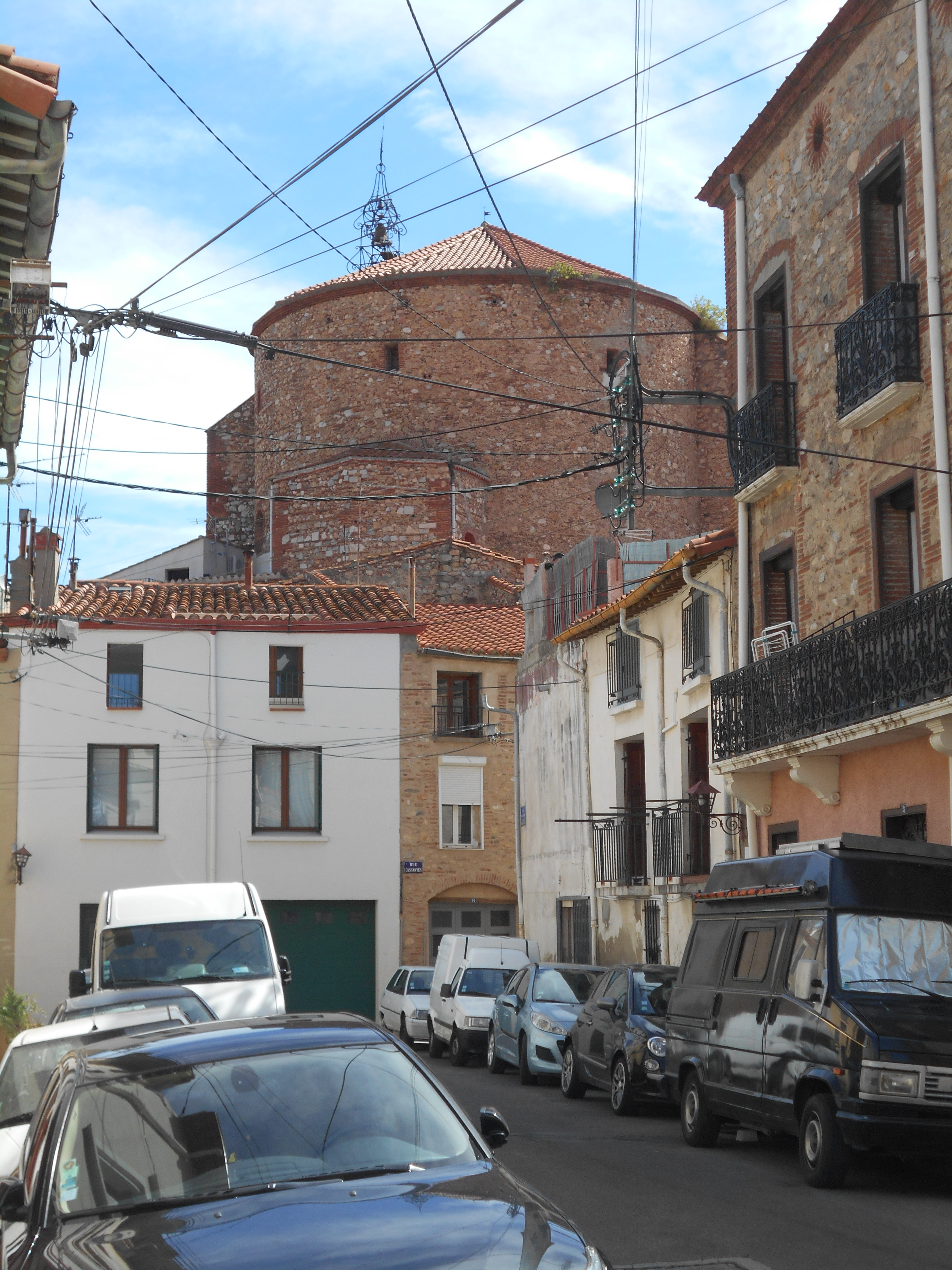
L'església, per damunt de les cases de la vila

L'església de Sant Pere de Tuïr, Sancti Petri de Tuhir, ja és esmentada el 957, en una donació de terres al monestir de Sant Miquel de Cuixà. L'església original, romànica, fou fortament modificada el segle xii, i encara més al llarg dels segles XVI a XIX, en dues reedificacions fetes amb poc més de 200 anys de diferència. Finalment, fou tornada a consagrar el 1816, amb el temple que actualment es pot veure.

## L'edifici

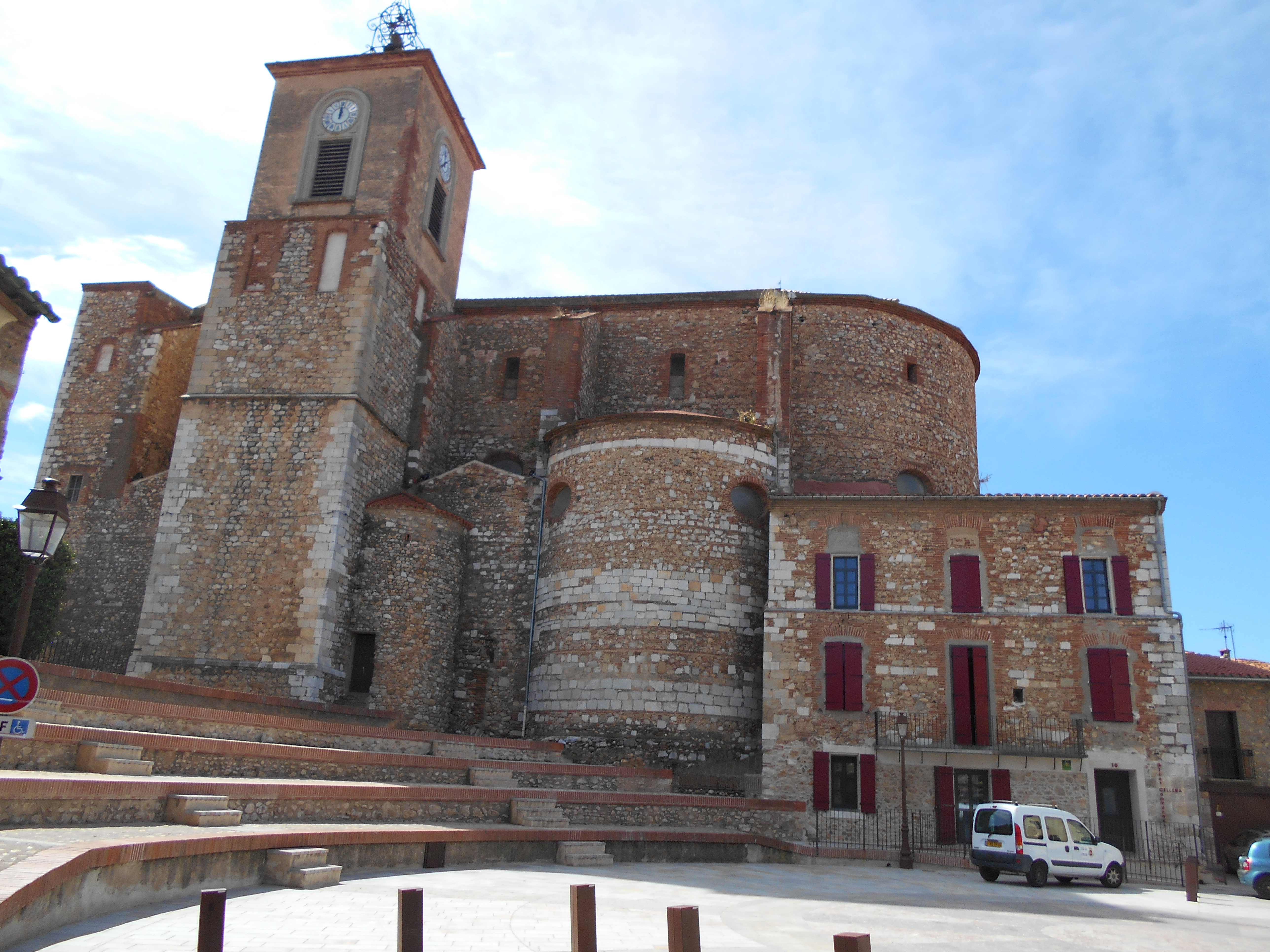
Façana nord de l'església

Tot i que l'edifici actual no correspon ni per mides ni per distribució al temple romànic, sí que se n'hi conserven diversos elements. A la paret meridional de l'edifici actual hi ha una arquivolta esculpida, supervivent de l'església del segle xii, amb una làpida sepulcral al bell mig del lloc on hi hauria d'haver la porta. Formen la decoració escultòrica motius vegetals a l'entorn d'una trena formada pels encreuaments de dos brins. En estar encastada a la paret, només es veu una superfície de l'arquivolta, però és sufficient per poder veure que es tracta d'un treball del segle xii o XIII. La làpida, molt fragmentada, dona com a data 129?, i és dedicada a la muller d'un Pere, sense que n'aparegui cap més detall, amb un díptic elegíac: Tu que espies la tomba, per què no menysprees les coses mortals? Perquè dins aquesta mansió es tanca tothom, Digues un parenostre per a la seva ànima.

## La Mare de Déu de la Victòria
La imatge romànica de la Mare de Déu en majestat amb el nen assegut al mig de les cames, feta de fusta i revestida de plom o estany i d'una pàtina daurada, va passar de presidir un dels altars laterals, secundaris, de l'església de Sant Pere, a ocupar l'altar central i canviar l'advocació del temple. Es deia que va ser anomenada Mare de Déu de la Victòria en commemoració de la victòria cristiana a la batalla de Lepant (1571), però un document del 1567 ja l'anomena d'aquesta manera.
La marededéu fa 54 cm d'alçada; la Mare de Déu és asseguda en una càtedra, té les mans damunt dels genolls i al mig hi ha l'Infant Jesús en actitud de beneir.

## Bibliografia

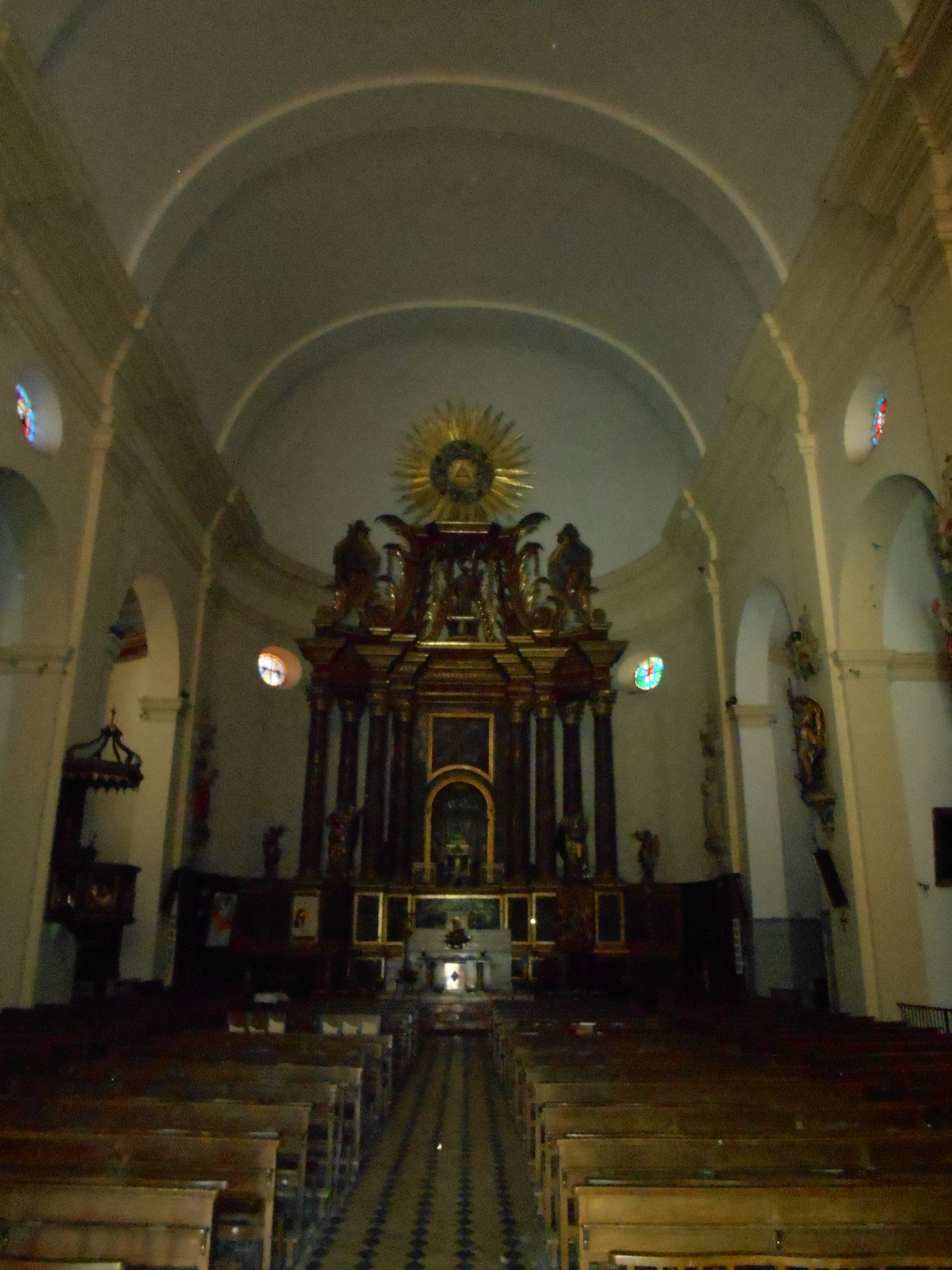
Altar major i meitat occidental de la nau

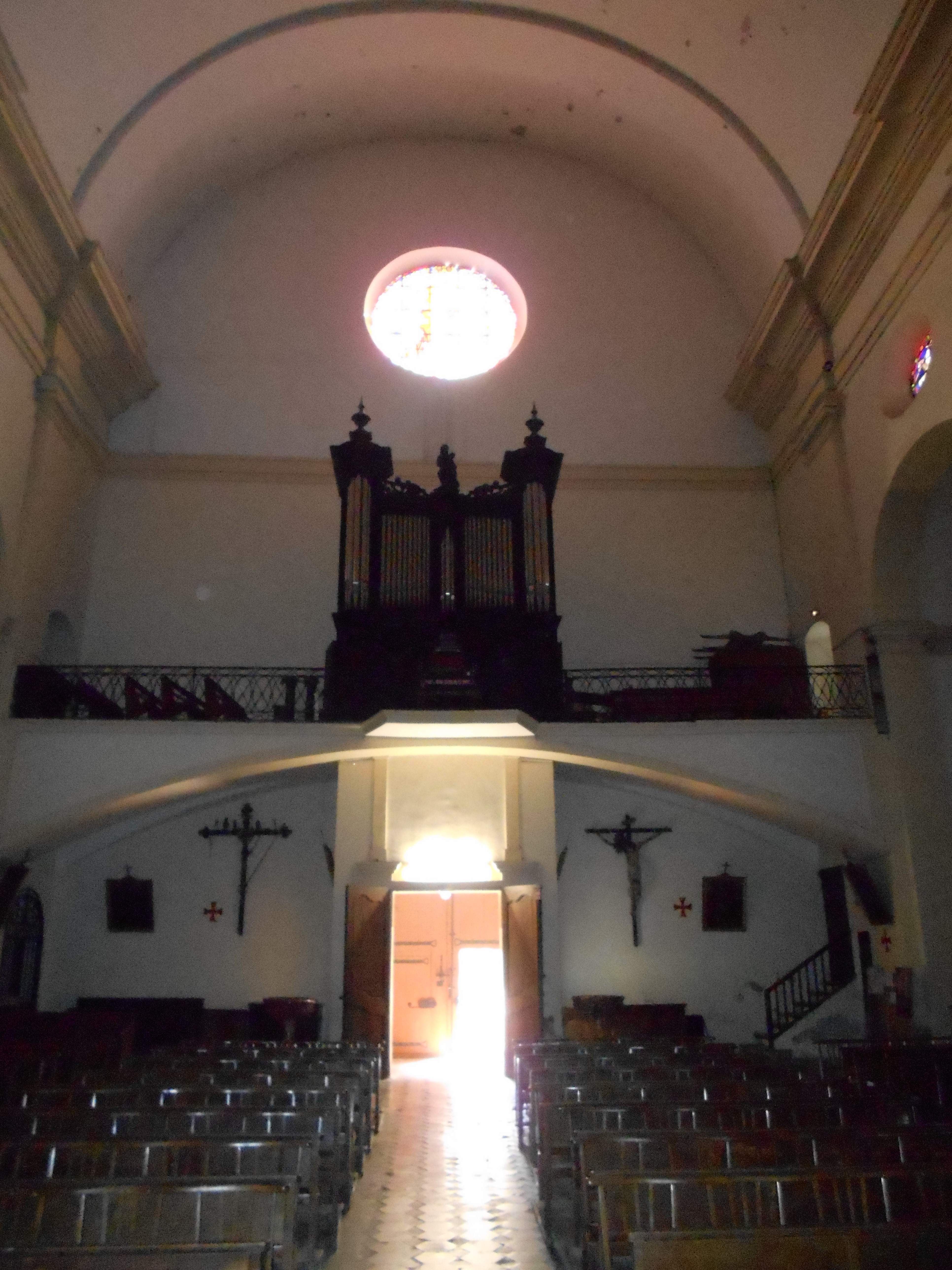
Meitat oriental de la nau de l'església